# 亞歷山德里夫卡 (扎切皮利夫卡市鎮)
49°11′3″N 35°22′17″E / 49.18417°N 35.37139°E
亞歷山德里夫卡（烏克蘭語：Олександрівка）是位於烏克蘭東部的村莊，由哈爾科夫州别列斯京区的扎切皮利夫卡市鎮負責管轄。該村始建於1750年，面積1.54平方公里，2001年人口446，人口密度每平方公里290.4人。